# Contea di Deer Lodge
La contea di Deer Lodge (in inglese Deer Lodge County) è una contea del Montana, negli Stati Uniti. Il capoluogo di contea è Anaconda. Si tratta di una città consolidata.

## Geografia fisica
La contea si trova nel sud-ovest dello Stato. Ha un'area di 1.920 km² di cui lo 0,57% è coperto d'acqua.

### Contee confinanti
- Contea di Powell - nord
- Contea di Jefferson - est
- Contea di Silver Bow - sud-est
- Contea di Beaverhead - sud
- Contea di Ravalli - ovest
- Contea di Granite - nord-ovest

## Storia
La contea di Deer Lodge venne creata nel 1864 ed incorporata nello Stato del Montana come una delle otto contee originarie.
La contea deve il suo nome a ciò che oggi viene chiamato Warm Spring Mound, una formazione geologica alta circa 12 metri che si è creata grazie a delle eruzioni di acqua calda che durante i secoli hanno depositato i minerali sulla superficie. I nativi la chiamavano "The lodge of the white-tailed deer" (La tana del cervo dalla coda bianca), che poi in seguito divenne per i coloni più semplicemente "Deer Lodge" (tana del cervo).

### Evoluzione demografica

Situazione demografica

## Città
L'unica city è Anaconda.

## Strade principali
- Interstate 90
- Montana Highway 1
- Montana Highway 48

## Musei
- Copper Village Museum and Arts Center, su goldwest.visitmt.com. URL consultato il 14 luglio 2007 (archiviato dall'url originale il 21 giugno 2007).